# Petrus Jacobus Joubert
Petrus Jacobus Joubert, burski general, vice-predsednik Transvaalu * 1834, † 1900.
1. ↑  Proleksis enciklopedija, Opća i nacionalna enciklopedija — 2009.
2. ↑  Brozović D., Ladan T. Hrvatska enciklopedija — LZMK, 1999. — 9272 p.
3. ↑  Жубер Петрус Якобус // Большая советская энциклопедия: [в 30 т.] — 3-е изд. — Moskva: Советская энциклопедия, 1969.